# Alfred Liskow
Alfred Liskow, auch geschrieben als Liskov oder Liskof oder Albert Liskow oder Albert Liskov (1910–1942?), war ein deutscher Soldat und Tischler, der am 21. Juni 1941, dem Vorabend des Unternehmens Barbarossa den Fluss Bug nördlich von Lwiw bei Sokal durchschwamm, um die Rote Armee vor dem bevorstehenden Angriff zu warnen.
Liskows Verbleib ist nicht abschließend ermittelt. Historiker nehmen an, dass es sich bei Liskow um den deutschen Deserteur handelt, dessen Hinrichtung Joseph Stalin wegen der angeblichen Verbreitung von Desinformation anordnete.
Georgi Dimitroff berichtet in seinen Tagebüchern mehrfach davon, dass man auf sowjetischer Seite und auch im Apparat des EKKI (Exekutivkomitee der Kommunistischen Internationale) Liskow misstraute und ihn sogar für einen Agenten hielt, der von deutscher Seite entsandt worden sei. Demzufolge habe Dimitroff am 23. Dezember 1941 mit dem Bevollmächtigten des NKWD Trifonow über die "Isolierung des in der Nacht zum 22. Juni übergelaufenen deutschen Deserteurs Liskow, wegen seiner Zersetzungsarbeit und weil er außerordentlich gefährlich ist" gesprochen. "Er ist zweifellos Faschist und Antisemit. Vielleicht ist er seinerzeit sogar von den Deutschen selbst mit einem Sonderauftrag zu uns geschickt worden. – Habe diesbezüglich auch ein chiffriertes Telegramm an Lawrenti Beria geschickt." Zwei Tage später notiert Dimitroff, dass Liskow "vom NKWD übernommen" worden sei.